# Arado Ar 80
L'Arado Ar 80 era un caccia monomotore ad ala bassa realizzato dall'azienda tedesca Arado Flugzeugwerke GmbH negli anni trenta e rimasto alla stadio di prototipo.
Realizzato per rispondere ad una specifica emessa dal Reichsluftfahrtministerium (RLM) per la fornitura di un nuovo caccia destinato ai reparti della Luftwaffe, ad una valutazione comparativa gli venne preferito il Messerschmitt Bf 109 ed il programma di sviluppo venne interrotto.

## Storia del progetto
Nei primi mesi del 1934, nell'ambito della ricostituzione della propria aeronautica militare con velivoli di nuova tecnologia, l'RLM decise di emettere una specifica per la fornitura di un nuovo caccia destinato a sostituire gli oramai sorpassati biplani Arado Ar 68 ed Heinkel He 51. Il nuovo velivolo, in ottemperanza a quanto discusso l'anno prima dalla Technisches Amt, doveva rispondere alle seguenti caratteristiche: modello di costruzione interamente metallica con configurazione alare monoplana dotato di carrello d'atterraggio retrattile, capace di raggiungere i 400 km/h grazie al nuovo motore Junkers Jumo 210, un 12 cilindri a V rovesciata raffreddato a liquido, ed in grado di raggiungere la quota di tangenza massima di 6 000 m in un tempo di salita di 7 minuti.
Il concorso richiamò l'attenzione delle maggiori aziende aeronautiche tedesche del periodo. Oltre all'Arado, risposero la Focke-Wulf Flugzeugbau con il proprio Fw 159, l'Heinkel Flugzeugwerke con l'He 112 e la Messerschmitt che presentò il Bf 109. Come consuetudine l'RLM richiese alle aziende partecipanti la costruzione di tre prototipi da sottoporre alle valutazioni della apposita commissione.
L'Arado affidò il progetto all'allora progettista capo dell'azienda tedesca Walter Rethel che iniziò con il suo gruppo di lavoro, al quale apparteneva anche Walter Blume che lo avrebbe in seguito sostituito, i disegni del nuovo modello. Rethel non aveva alcuna esperienza nella realizzazione di un carrello retrattile per cui il progetto, caratterizzato dall'adozione di una configurazione ad ala di gabbiano rovesciato, adottò un carrello fisso completamente carenato per ovviare il più possibile alla minore aerodinamicità complessiva.
Al termine delle valutazioni comparative, condotte nell'ottobre 1935, la commissione esaminatrice dichiarò superiore il Bf 109 e solamente l'He 112 si rivelò all'altezza di una successiva valutazione, per cui venne emesso ad entrambi un successivo un ordine per la produzione di 10 esemplari di preproduzione. Il progetto di sviluppo dell'Ar 80 venne quindi abbandonato.

## Utilizzatori
Germania
- Luftwaffe